# Daï
Daï (àrab: داع, dāʿin) fou un títol musulmà. Literalment vol dir ‘aquell qui crida a la verdadera fe’.
El títol fou donat als seus caps per alguns grups musulmans dissidents, els primers els mutazilites i després els xiïtes (com per exemple les missions abbàssides del Khurasan). Finalment va esdevenir el principal títol dels caps ismaïlites, entre els que volia dir «el qui representa l'autoritat de l'imam», i fins i tot els seus moviments es van anomenar dawa (paraula que deriva de daï).
El títol va prendre un sentit lleugerament diferent per cada una de les sectes derivades dels fatimites, com els drusos, els nizarites (assassins, el daï d'Alamut va actuar com a representant d'un imam ocult fins al 1164 quan es va proclamar imam real) i els tayyibites del Iemen (el daï pretenia representar a la verdadera línia d'imams ocults).